# Мен (река)
Мен (фр. Maine) — река в центре Франции, (Земли Луары), протяжённость 11,5 км. Приток Луары, берёт начало в месте слияния рек Майен и Сарта на севере возде города Анже, пересекает департамент Мен и Луара в районе долины Луары. Впадает в Луару возле коммуны Бушмен, к юго-западу от Анже. Площадь водосбора 22 314 км².

## География
У реки нет истока, она образуется в результате слияния рек Сарта и Майен и связывает реку Луара и три водораздела — Луар, Сарта и Майен. Протекает по департаменту Мен-и-Луар и впадает в Луару. В 10 км к северу от Анже извилистый Луар с востока присоединяется к реке Сарта, текущей на юг. Примерно через 4 км вниз по течению Сарта разветвляется и одним рукавом соединяется с рекой Майен, текущей на юго-восток. Две реки окончательно соединяются в нижней точке острова Сен-Обен примерно через 3,8 км от разветвления, образуя реку Мен, которая пересекает Анже в юго-западном направлении у подножия Анжерского замка и присоединяется к текущей на запад Луаре ниже коммуны Бушмен примерно через 8 км.
Лодочники Луары называли тройной водоток «тремя реками».
В бассейне реки находятся месторождения мела и туфа.

## Гидрология
Мен — река умеренно полноводная, в основном благодаря притокам — Майен и Сарта. Уровень осадков составляет 190 миллиметров в год, что ниже, чем среднее значение для рек Франции, но намного выше, чем в бассейне Луары (139 мм).
Для реки характерны сезонные колебания: зимой среднемесячный расход составляет от 187 до 278 м³/с. Максимум наблюдается в январе (271) и феврале (278). Начиная с марта поток постепенно уменьшается, падение продолжается всю весну. Самый низкий уровень воды в реке наблюдается летом, с июля по сентябрь включительно, что приводит к падению среднемесячного стока до 35,4 м³/с в августе, 46,7 м³/с в июле-июне, 39 м³/с в сентябре. Месячные значения являются средними, сезонные колебания могут быть более выраженными или ослабленными в тот или иной год. В засушливый пятилетний период сток воды в реке может упасть до 14 м³/с в, что часто случается в реках бассейна Луары.
Наводнения
Наводнения могут быть очень значительными. Расход воды может составлять от 810 до 1600 м³/с. Максимальный дневной сток, зарегистрированный в Анже во время самого сильного наводнения в январе 1995 года, составил 1890 м³/с на 29.01.1995 года.
Гидрологические характеристики (с 1969 по 2011 гг.)
- Площадь водосборного бассейна — 22 141 км²
- Среднее количество осадков (мм) — 181
- Расход (м³/с) — 127,0/в год
- Средняя скорость течения (л/с/км²) — 5,7

Притоки
Притоками Мен являются:
- Сарта — 314 км.
- Майен — 203 км.
- Брионо — 27,5 км, поверхность водораздела 116 км², впадает в пруд Сен-Николя до слияния с Мен[9].
- Буле — 6 км.
- Ручей M4205000 — 6 км.
- Ручей M4204200 — 4 км.

Мосты
Берега реки Мен соединяют одиннадцать мостов, включая железнодорожные и пешеходные, три из которых пересекают реку в Бушмене, восемь находятся в Анже.

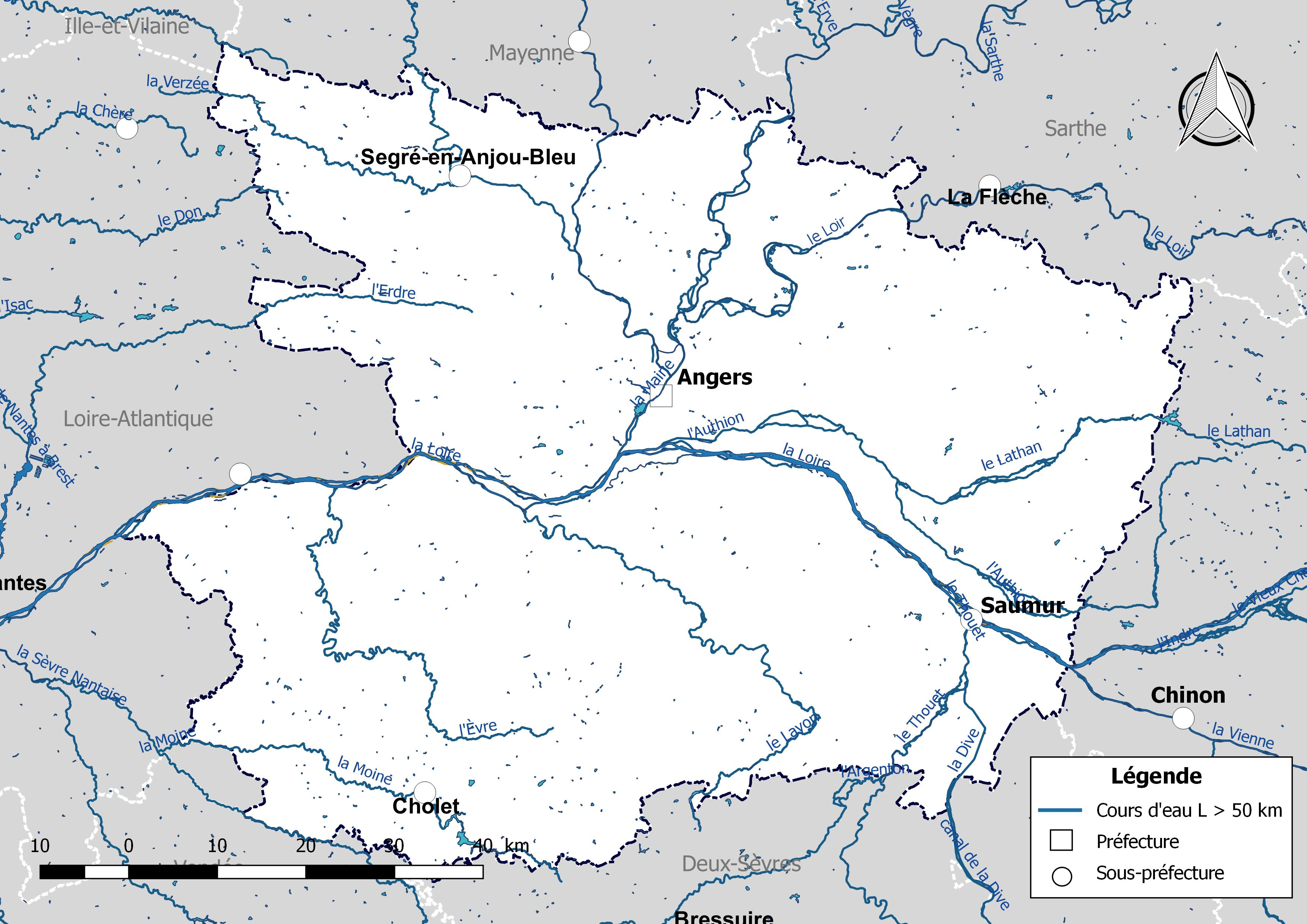
Карта рек в департаменте Мен-и-Луара
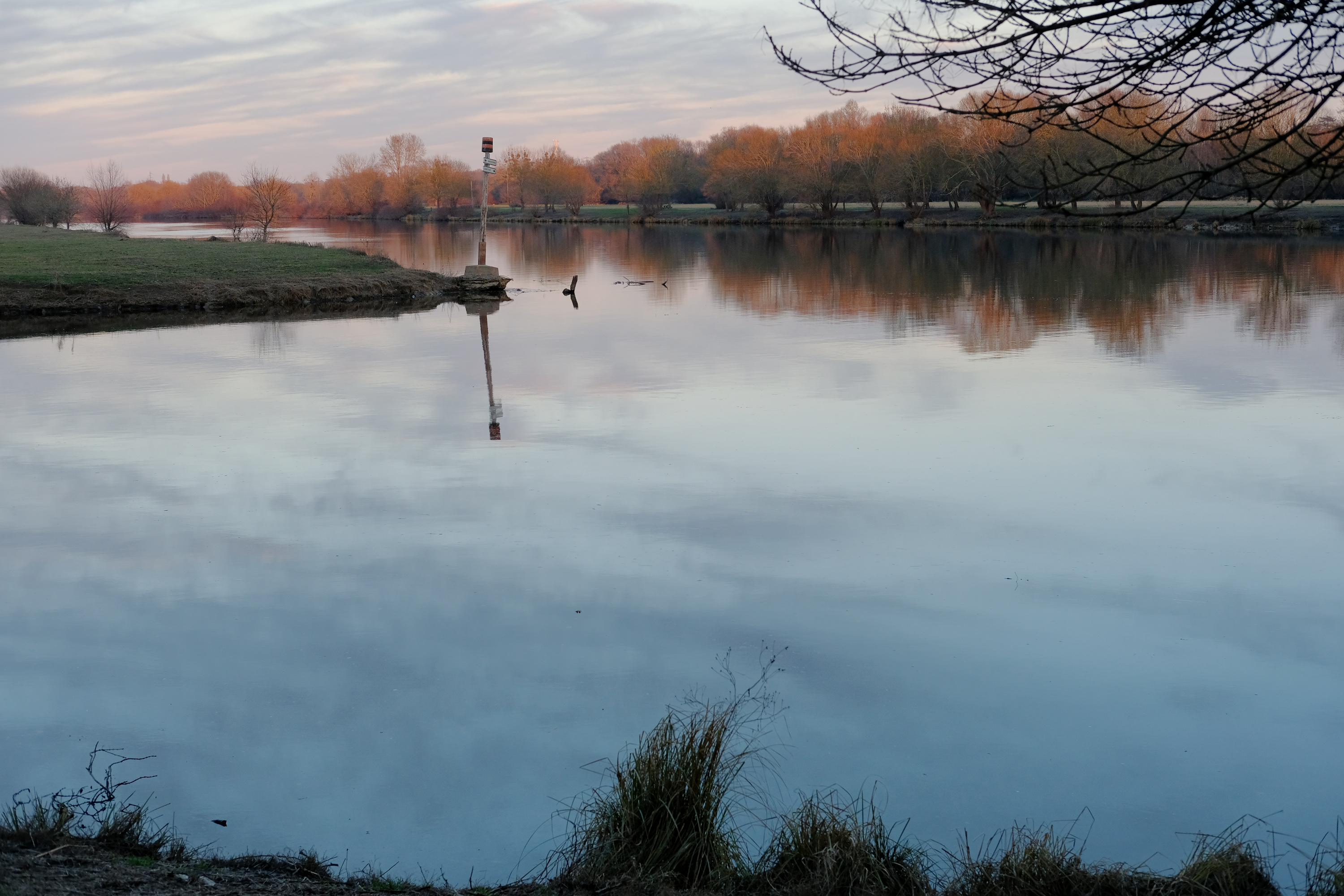
Слияние Сарта и Майенн в нижней точке острова Сайн-Обин.
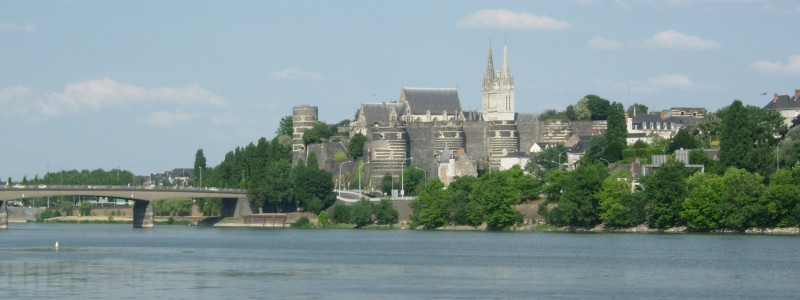
Мен в Анжере
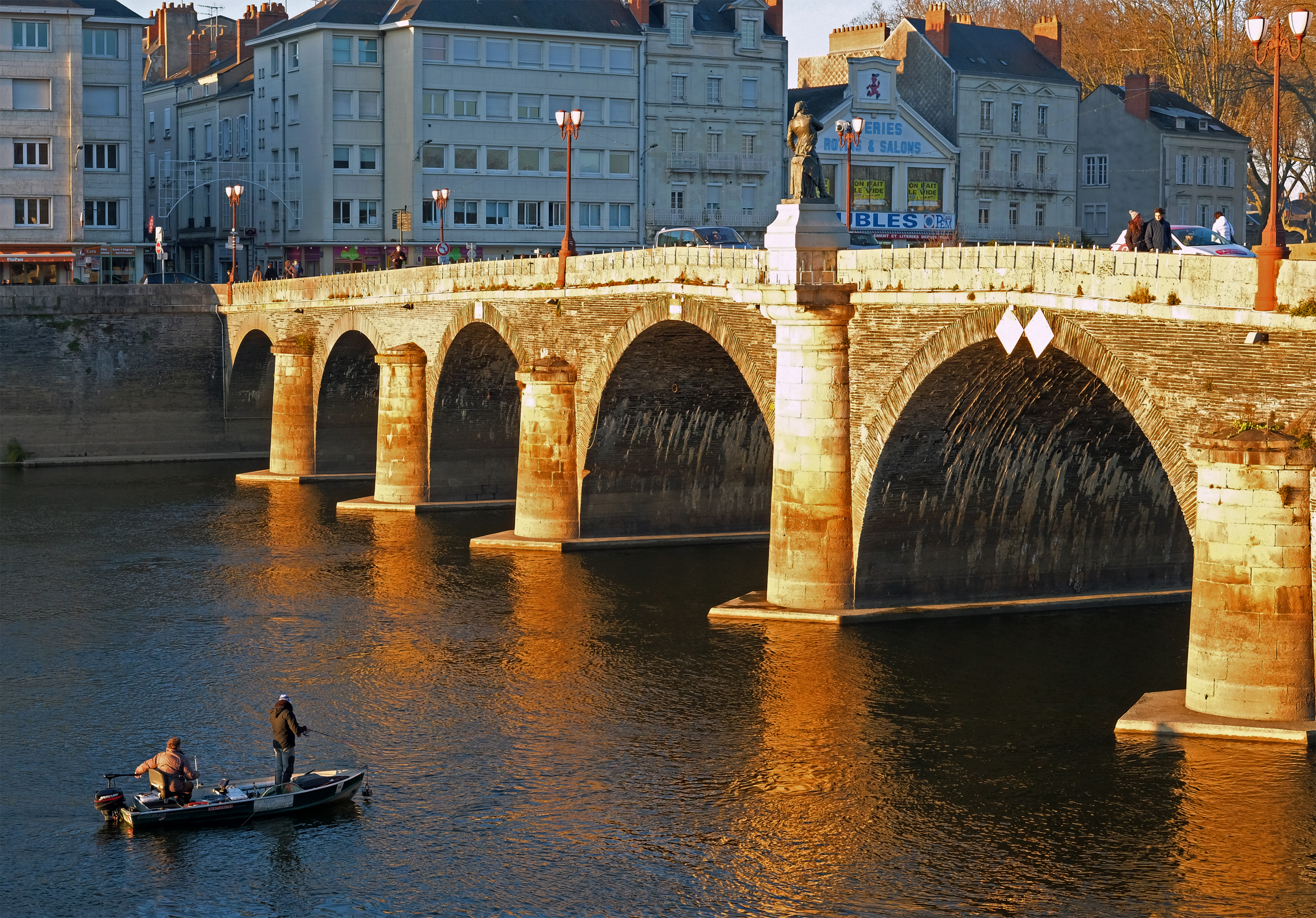
Мост Верден в Анжере.
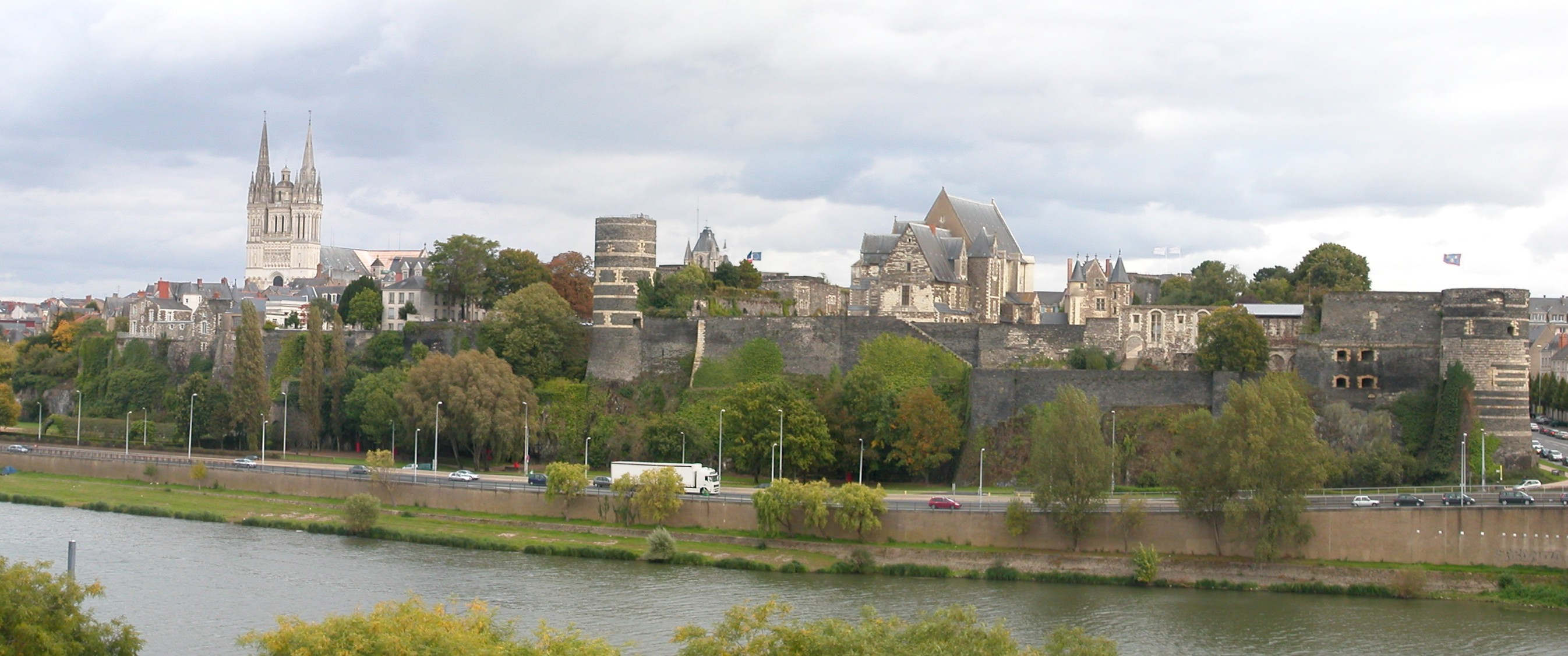
Панорама реки.
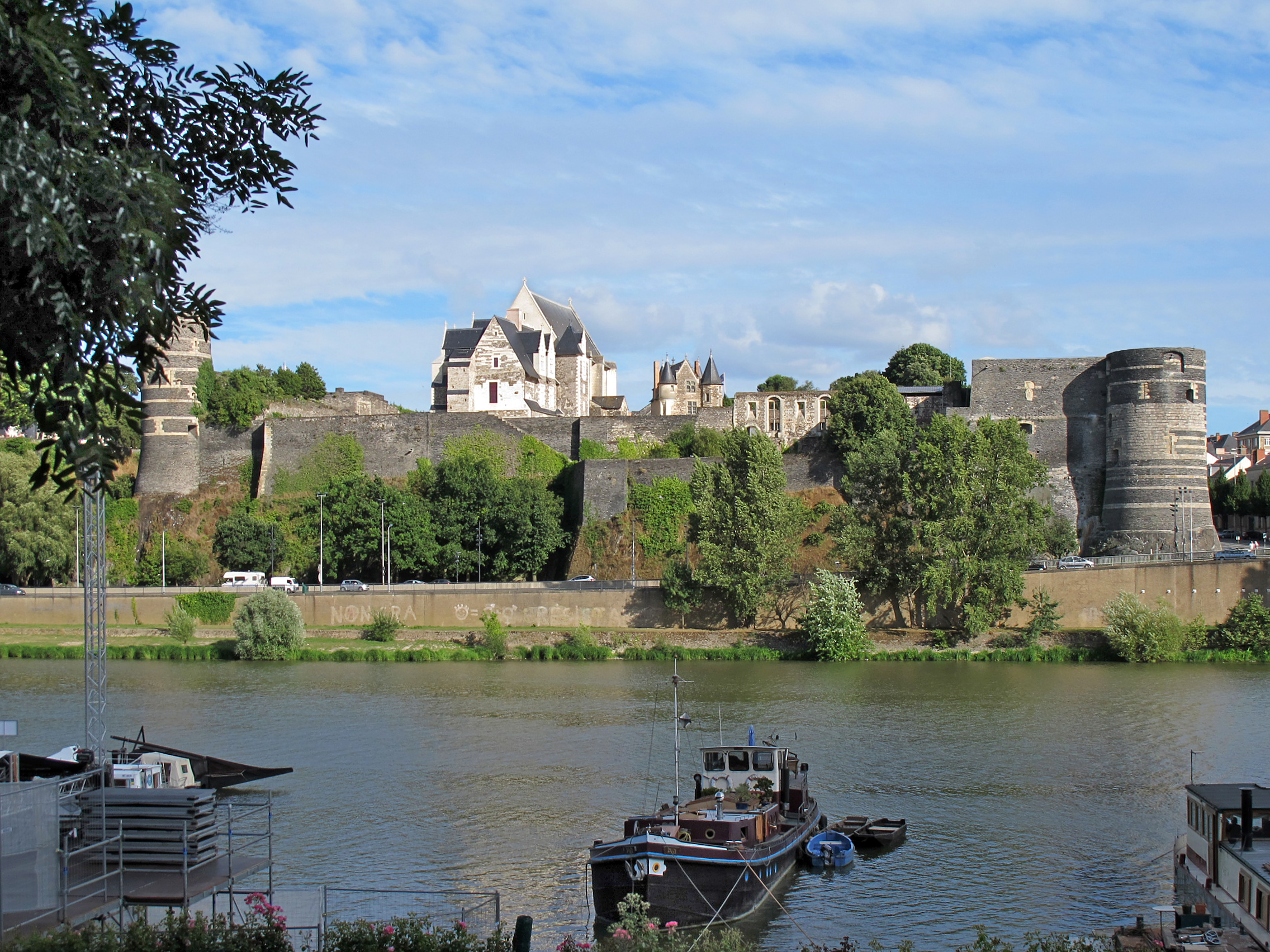
Замок на берегу реки Мен.
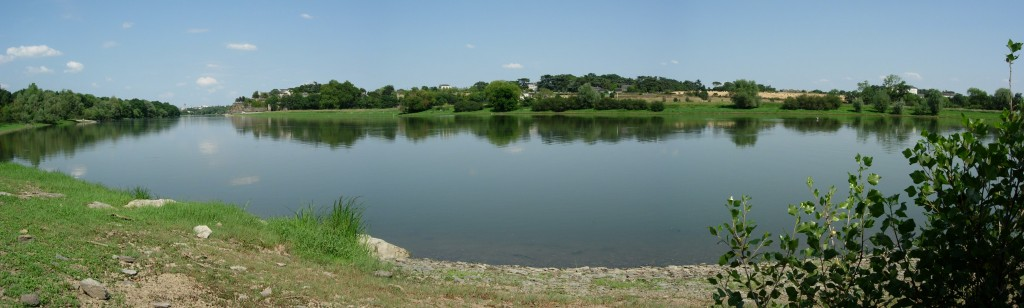
Мен вниз по течению от Анжера.

## Экология
В департаменте Мен-и-Луара за состояние реки отвечает департамент, он является владельцем водных ресурсов и управляет Общественным речным доменом (DPF), состоящим из рек Майенн, Сарта, Луар, Удон и Мен. Департамент штата Мен-и-Луара в течение года осуществляет техническое обслуживание и ремонт рек и их окрестностей, а также сопутствующего оборудования (плотин, шлюзов и т. д.).

## Туризм
Река является местом туристических пешеходных, велосипедных и лодочных прогулок, а также посещения музеев, виноградников, старинных замков на её берегах и т. д..
Река в искусстве
В галерее Тейт находится картина британского художника Джозефа Уильяма Тернера «Река Мен, Анже», 1826 год. Вид с правого берега реки Мен по направлению вниз по течению вдоль руин моста Пон-де-Трей